# Россь (река)
Россь (бел. Рось) — река в Гродненской области Белоруссии, левый приток Немана.
Средний расход воды — 6,8 м³/с.
Длина — 99 км, площадь водосборного бассейна — 1250 км². Истоки реки расположены около деревни Лозы Свислочского района, также река протекает по территории Волковысского и Мостовского районов, после чего впадает в Неман. Ширина долины — от 800 м до 2,5 км. Замерзает река в декабре, ледоход начинается в марте.
Крупнейшие населённые пункты на реке — город Волковыск и городской посёлок Россь.
Основные притоки — Хоружевка, Ясеновица, Волковыя, Плища (правые); Гурчинка, Свентица, Нетупа, Вехотнянка, Волпянка (левые). При впадении Волпянки — Волповское водохранилище.